# Cicadas (film)
Cicadas (în germană Zikaden) este un film dramatic german din 2025, scris și regizat de Ina Weisse. Filmul explorează prietenia dintre două femei foarte diferite: Anja, o mamă singură care se străduiește să se întrețină pe ea și pe fiica ei lucrând în diverse locuri, și Isabell, o femeie care are grijă de părinții ei bolnavi, în timp ce relația cu soțul ei, Philipp, trece printr-o perioadă dificilă..
Filmul selectat în secțiunea Panorama 2025 a avut premiera la cea de-a 75-a ediție a Festivalului Internațional de Film de la Berlin pe 15 februarie 2025. Lansarea sa în cinematografe a fost anunțată pentru data de 19 iunie 2025.

## Rezumat
Viața Isabellei este aruncată în haos în timp ce încearcă să facă față grijii pentru părinții ei în vârstă, problemelor din căsnicia cu Philippe și navetei frecvente între Berlin și refugiul lor modernist. Acolo, dezvoltă pe neașteptate o legătură cu Anja, o mamă singură care se confruntă cu dificultățile vieții. Pe măsură ce Anja și fiica ei, Greta, devin tot mai prezente în existența ei, Isabell începe să-și chestioneze aparenta stabilitate, simțind cum controlul pe care îl exercita cu grijă asupra propriei vieți începe să-i scape printre degete.

## Distribuție
- Nina Hoss în rolul Isabellei
- Saskia Rosendahl în rolul Anjei
- Vincent Macaigne în rolul lui Philipp
- Thorsten Merten
- Christina Große
- Alexander Hörbe
- Bettina Lamprecht
- Inge Weisse
- Rolf Weisse
- Robert Mika
- Mark Zak
- Yvon Molten
- Camille Molten în rolul lui Valentin
- Uwe Preuss în rolul lui Karsten

## Producție
Filmările au început pe 13 august 2024 în locații din Germania – Berlin și Brandenburg. Filmările s-au încheiat pe 26 septembrie 2024.

## Lansare
Filmul Cicadas a avut premiera mondială în secțiunea Panorama a celei de-a 75-a ediții a Festivalului Internațional de Film de la Berlin pe 15 februarie 2025.
În ianuarie 2025, Beta Cinema, cu sediul în Germania, a achiziționat drepturile de vânzare internațională ale filmului. DCM intenționează să lanseze filmul în teritoriile vorbitoare de limbă germană în vara anului 2025. Va fi lansat în cinematografele din Germania pe 19 iunie 2025.

## Premii
| Premiu                                        | Dată          | Categorie                                                 | Destinatar | Rezultat     | Ref.  |
| --------------------------------------------- | ------------- | --------------------------------------------------------- | ---------- | ------------ | ----- |
| Festivalul Internațional de Film de la Berlin | a 75-a ediție | Premiul Publicului Panorama pentru cel mai bun lungmetraj | Ina Weisse | Nominalizare | [ 9 ] |